# Croton laniflorus
Croton laniflorus là một loài thực vật có hoa trong họ Đại kích. Loài này được Geiseler mô tả khoa học đầu tiên năm 1807.